# Sosto
Sosto är en bergstopp i Schweiz.   Den ligger i distriktet Blenio och kantonen Ticino, i den sydöstra delen av landet, 120 km öster om huvudstaden Bern. Toppen på Sosto är 2 221 meter över havet, eller 524 meter över den omgivande terrängen. Bredden vid basen är 1,4 km.
Terrängen runt Sosto är mycket bergig. Närmaste större samhälle är Disentis, 18,9 km norr om Sosto. 
Trakten runt Sosto består i huvudsak av gräsmarker. Runt Sosto är det glesbefolkat, med 15 invånare per kvadratkilometer.